# Boizel

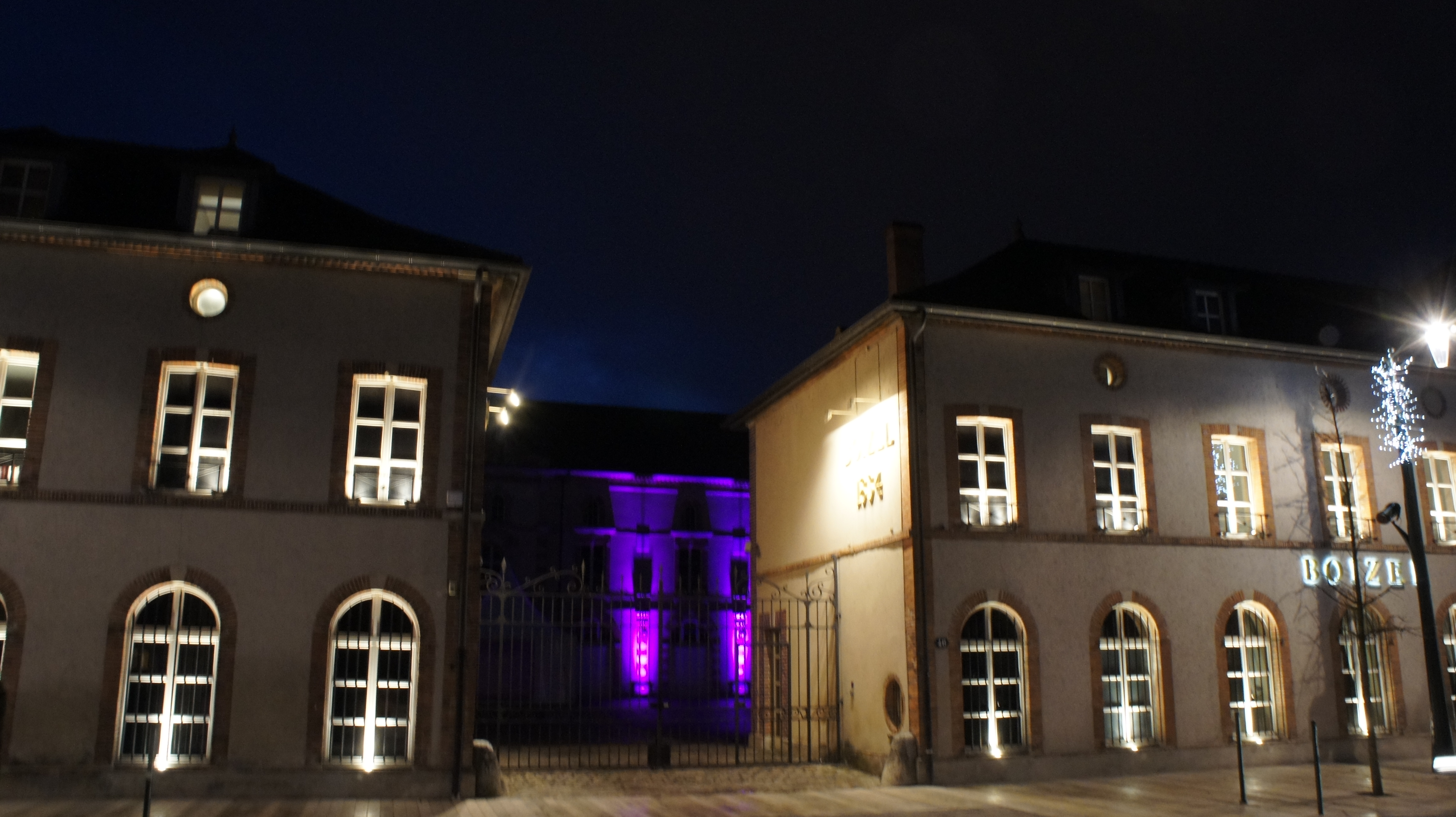
Boizel in de Avenue de Champagne in Épernay

Boizel is een champagnehuis dat in 1834 in Épernay werd opgericht. De cuvée de prestige, de beste champagne van het huis, is de Joyau de France, een vintage-champagne of millésime, wat inhoudt dat alle daarvoor gebruikte druiven in hetzelfde jaar zijn geoogst. De gewone champagne, de "Brut Réserve" is een assemblage van chardonnay, pinot noir en pinot meunier van verschillende oogstjaren.
Het huis fabriceert vrij veel verschillende champagnes:
- Boizel Brut Réserve, een assemblage van 55% pinot noir, 30% chardonnay en 15% pinot meunier van verschillende oogstjaren. De wijn bevat een liqueur d'expédition van 9 gram suiker per liter.
- Boizel Rosé, een roséchampagne, een assemblage van pinot noir, chardonnay en pinot meunier van verschillende oogstjaren op kleur gebracht met rode wijn uit Cumières and Les Riceys, twee goede terroirs van de Champagne.
- Boizel Chardonnay, een blanc-de-blancs uit uitsluitend chardonnaydruiven van de premier- en grand cru-gemeenten. Ieder van de terroirs  draagt volgens het wijnhuis Boizel iets bij; Chouilly (bloemen), Le Mesnil-sur-Oger (mineralen), Cramant (kracht en elegantie) ,en Vertus (fruit). Al deze gemeenten liggen in de Côte des Blancs.
- Boizel Grand Vintage 2004
- Boizel Blanc de Noirs, een blanc de noirs is een champagne uit uitsluitend pinot noir en pinot meunier bevat. Hier is alleen pinot noir uit verschillende oogstjaren gebruikt.
- Boizel Ultime is een brut- of "nature" champagne en wordt alleen van de beste jaargangen gemaakt. Men gebruikt 37% chardonnay, 50% pinot noir en 13% pinot meunier. De wijn bevat geen "dosage" (toegevoegde suiker) in de liqueur d'expédition en mocht lang rijpen.
- Boizel Tendre Réserve, een démi-sec champagne uit 25% chardonnay, 50% pinot noir en 25% pinot meunier. De champagne is met een dosage van 35 gram rietsuiker per liter vrij zoet gemaakt.
- Boizel Joyau de france 1996
- Boizel Joyau de france rosé 2004
- Joyau de chardonnay 1989, een blanc-de-blancs van de grand- en Premier cru-gemeenten Chouilly, Le Mesnil, Cramant en Vertus in de Côte des Blancs. De champagne bevat een dosage van 9 gram suiker per liter.
- Cuvée sous-Bois 2000, een champagne die 9 maanden op oude eiken vaten werd gelagerd. De wijn bevat 40% chardonnay, 50% pinot noir en 10% pinot meunier. Deze champagne moet volgens Boizel op de champagnes uit de vroege 20e eeuw lijken en bevat een dosage van 9 gram suiker per liter. Dat is veel minder dan vóór de Eerste Wereldoorlog gebruikelijk was.

Het huis is eigendom van de firma BCC, wat voor "Groupe Boizel, Chanoine, Champagne" staat.